# Konferencja w Abbeville

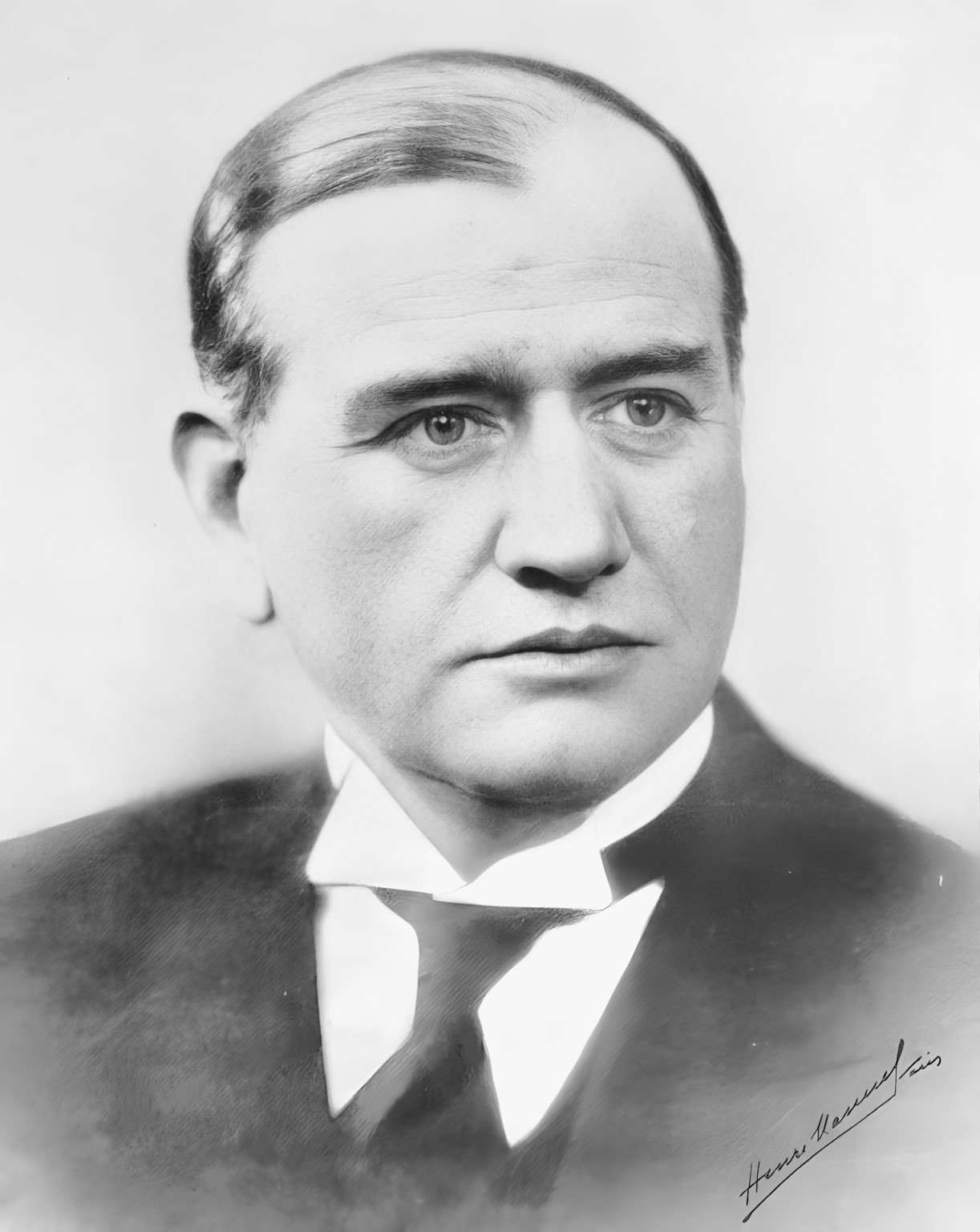
Premier Edouard Daladier (Francja)

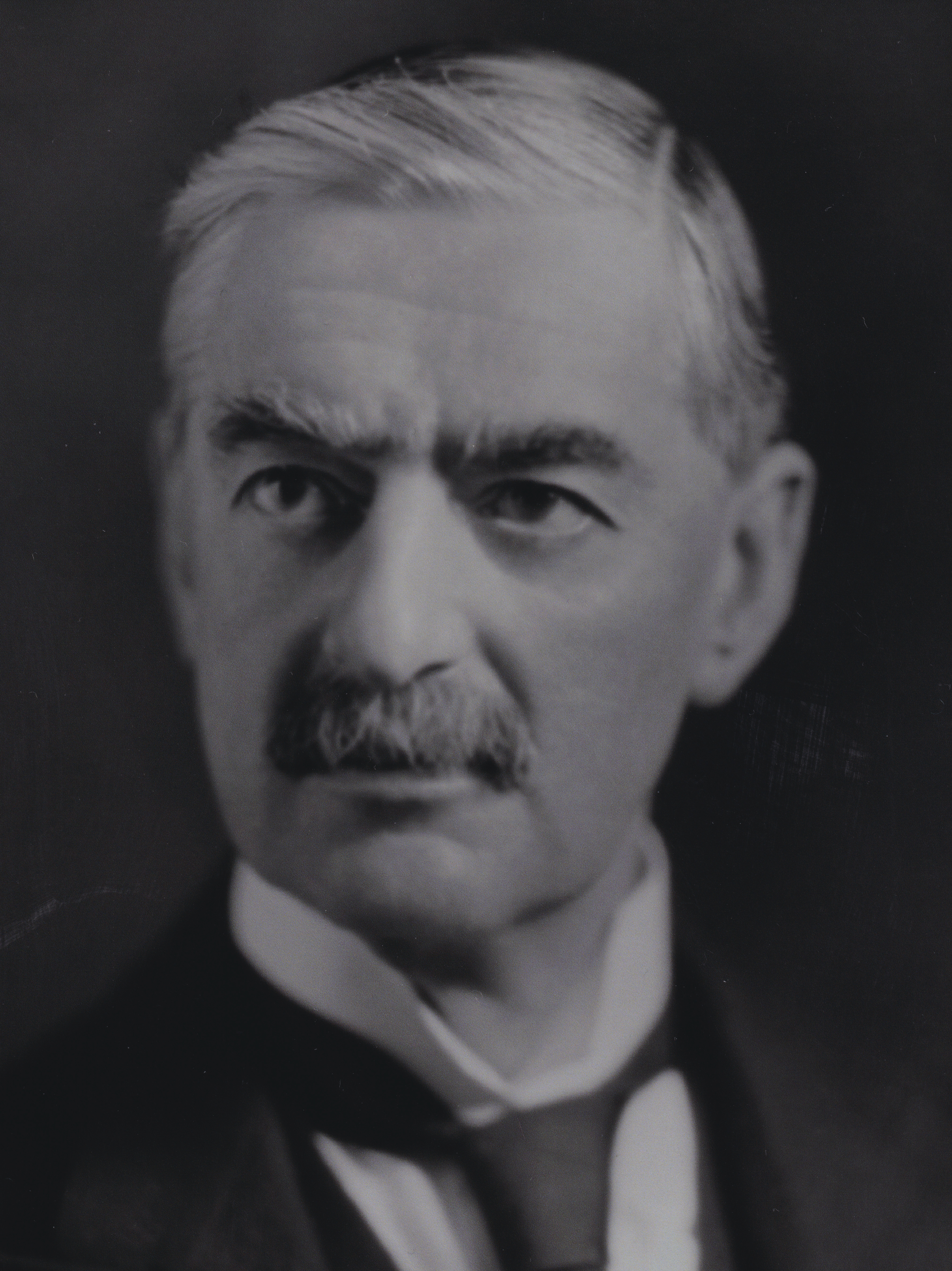
Premier Neville Chamberlain (Wielka Brytania)

Konferencja w Abbeville – pierwsze posiedzenie francusko-brytyjskiej Najwyższej Rady Wojennej. Odbyło się 12 września 1939 w Abbeville, w północnej Francji. Udział w naradzie wzięli premierzy obu państw – Edouard Daladier i Neville Chamberlain.  Głównym przedmiotem dyskusji była kwestia skali pomocy wojskowej dla walczącej z najazdem niemieckim Polski. Główną konkluzją obrad było zaaprobowanie wstrzymania przez francuskiego głównodowodzącego gen. Gamelina ofensywy w Saarze, kontynuowanie uruchomionych po wybuchu wojny dostaw materiałowych do Polski, a także przygotowanie się do walki obronnej we Francji, wobec oczekiwanej przez gen. Gamelin rychłej niemieckiej ofensywy na zachodzie, która faktycznie nastąpiła 10 maja 1940.
Konferencja była pierwszym spotkaniem Najwyższej Rady Wojennej i stanowiła wyraz woli Francji i Wielkiej Brytanii kontynuowania walk aż do pokonania Niemiec nazistowskich. Co więcej, trzy dni po konferencji francuski głównodowodzący ponownie zaaprobował działania zaczepne przeciwko Niemcom. Ich skala jednak była ograniczona i wkrótce potem zostały zakończone.

## Tło

### Realizacja zobowiązań sojuszniczych wobec Polski
Po niemieckiej agresji na Polskę o świcie 1 września 1939 roku jej sojusznicy – Francja i Wielka Brytania przystąpili do wojny 3 września, w stanie wojny z III Rzeszą Niemiecką znajdując się od godziny 11.00 (Wielka Brytania) i 17.00 (Francja). Strona brytyjska natychmiast podjęła przygotowania do lotniczego ataku na bazę niemieckiej floty wojennej w Wilhelmshaven, który doszedł do skutku po południu 4 września. Relatywnie niewielkie efekty nalotu oraz wysokie straty spowodowały, że realizacja podobnych działań została wstrzymana na kilka następnych tygodni. Akcja nie mogła zresztą zostać odczuta przez polskiego sojusznika. W Wielkiej Brytanii oceniano, że żaden z posiadanych przez RAF planów powietrznych operacji nie może w znaczący sposób wpłynąć na sytuację polskiej armii. Rozpatrywany wiosną i latem  1939 roku projekt przerzucenia na obszar Polski po wybuchu wojny kilku brytyjskich dywizjonów bombowych został ostatecznie zarzucony jeszcze w sierpniu – po stwierdzeniu, że wobec problemów organizacyjnych i logistycznych akcja tych jednostek nie mogłaby przynieść istotnych korzyści. Do Polski została wysłana tuż przed wybuchem wojny Brytyjska Misja Wojskowa. 4 września zgodę na transporty broni dla walczącej Polski przez swoje terytorium wyraziła Rumunia, 5 września Jugosławia i następnie Grecja. Do portu w Konstancy wyruszyły z Anglii drogą przez Morze Śródziemne statki wiozące zamówione wcześniej przez Polskę samoloty, a w Marsylii trwał załadunek czołgów, samochodów, dział i amunicji, również uprzednio zamówionych przez Polskę.
Na lądzie działania na rzecz Polski podjąć miała armia francuska, w myśl ustaleń przyjętych 19 maja 1939 roku w protokole końcowym polsko-francuskich rozmów wojskowych, podejmując najpierw stopniowo, około trzeciego dnia po dniu początkowym francuskiej mobilizacji (którą ogłoszono 1 września, dzień początkowy wyznaczając na 2 września) działania ofensywne „o ograniczonych celach”, a następnie, od piętnastego dnia po dniu początkowym mobilizacji, działania ofensywne „głównymi siłami”. Ten ostatni termin w ówczesnej francuskiej terminologii wojskowej oznaczał wydzieloną część całości – o nieokreślonym składzie i rozmiarach.

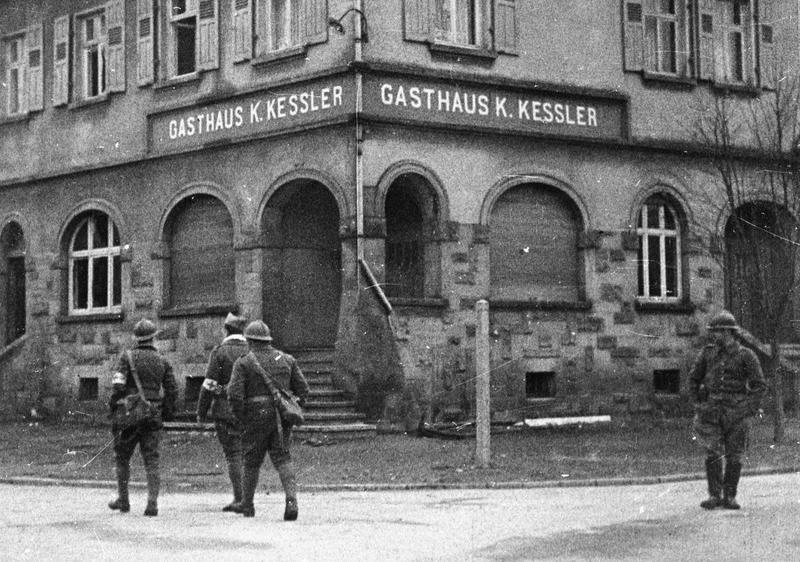
Żołnierze francuscy na południe od Saarbrücken

Założenia tych działań ujęte zostały w instrukcji francuskiego Szefa Sztabu Generalnego Obrony Narodowej gen. Maurice Gamelina z 31 maja 1939 roku oraz instrukcjach dowódcy wyznaczonej do działań na granicy Rzeszy 2 Grupy Armii gen. André-Gastona Prételata i dowódcy Północno-Wschodniego Teatru Działań Wojennych gen. Alphonse’a Georgesa – odpowiednio z 22 lipca i 24 lipca 1939 roku. Przewidywały one w pierwszej fazie działań wejście w styczność z niemiecką pozycją umocnioną (Westwall – Linia Zygfryda) pomiędzy lasem Hochwald i zachodnim krańcem Wogezów, i „ściśle ograniczoną” akcję przeciw  wysuniętym elementom tej pozycji, a następnie, w rejonie na wschód od Saarbrücken próbę ataku na niemieckie umocnienia na szerszym froncie – co traktowano zresztą jedynie jako opcję. Plany te nie były znane ani polskiemu ani brytyjskiemu sojusznikowi Francuzów. Bezpośrednio po wybuchu wojny gen. Gamelin oparł się naciskom premiera Edouarda Daladiera, żeby podjąć natychmiastowe działania w celu zmniejszenia niemieckiej presji na Polskę, wyjaśniając 4 września sojusznikom brytyjskim, że nie zamierza marnować swych zasobów tylko po to, by sprawić wrażenie, że coś robi. Już wówczas przedstawił on plan metodycznej i uporządkowanej akcji wspartej silną artylerią, prowadzącej do rozpoznania walką Linii Zygfryda, ze szturmem w wyznaczonym dniu. Jeszcze 3 września proponował on użycie brytyjskiego lotnictwa stacjonującego we Francji w ramach Wysuniętych Lotniczych Sił Uderzeniowych (AASF) w atakach na niemiecką infrastrukturę, co zostało przyjęte z rezerwą, z uwagi na nieopłacalność oraz ryzyko dla ludności cywilnej, z apelem o ochronę której wystąpił 1 września prezydent USA Roosevelt. Strona brytyjska ostatecznie zdecydowała, że siły lotnicze AASF powinny być zachowane do czasu, gdy będą miały decydujący wpływ na przebieg wojny, np. przeciw koncentracji niemieckich posiłków ściąganych do Linii Zygfryda (co było przedmiotem krytyki zajmującego wówczas stanowisko Pierwszego Lorda Admiralicji Winstona Churchilla, domagającego się podjęcia bardziej intensywnych działań w celu odciążenia Polski).

### Francuska "ofensywa na rzecz Polski"

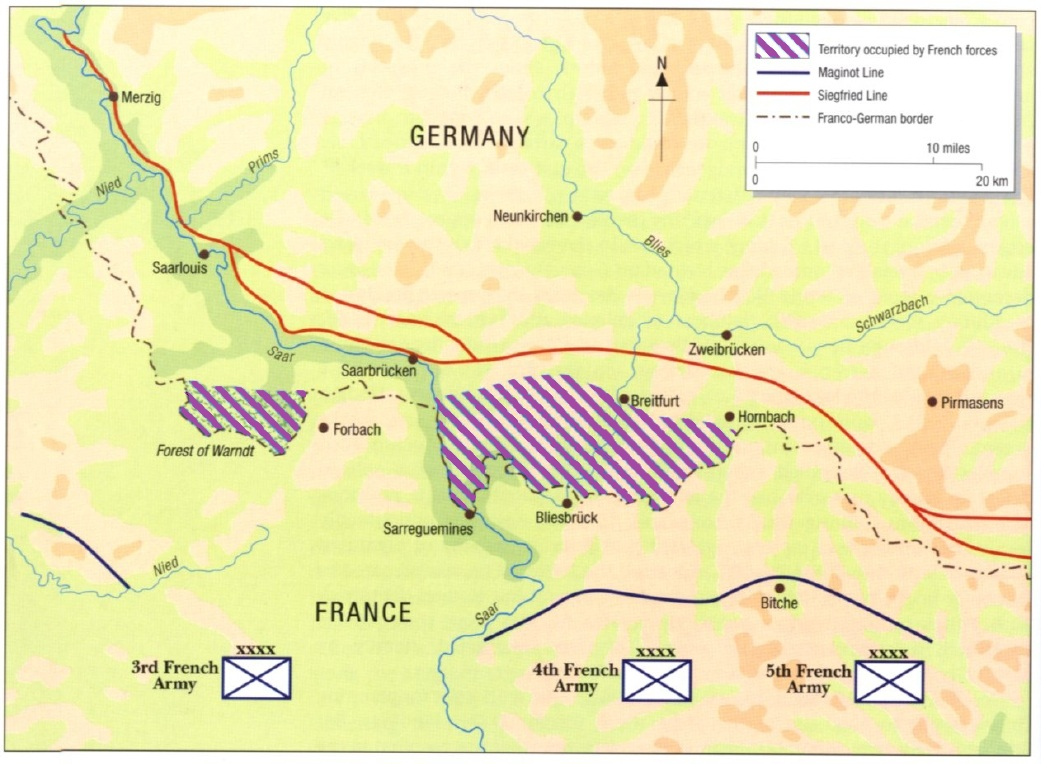
Terytorium niemieckie zajęte przez armię francuską do 12 września 1939 podczas tzw. ofensywy w Saarze

Pierwsze, zakrojone na bardzo niewielką skalę akcje na terytorium Rzeszy oddziały francuskie podjęły w nocy z 5 na 6 września 1939 roku. „Ofensywa na rzecz Polski” ruszyła o świcie 9 września. Formalnie prowadzono ją siłami trzech armii (3, 4 i 5) 2. Grupy Armii, lecz faktycznie w akcji znalazło się głównie pięć dywizji 4. Armii, ze względu na wciąż trwającą koncentrację, działających tylko częścią dostępnych w tym czasie sił. Działania Francuzów były prowadzone zgodnie z doktryną i otrzymanymi rozkazami – powoli i metodycznie. Deklarowanym przez gen. Gamelina celem było ściągnięcie ku nim maksimum sił niemieckich. W Londynie działania te wzbudziły jednak obawy, że francuski sojusznik przedwcześnie podejmie akcję na szerszą skalę – w sytuacji, gdy siły brytyjskie nie były do niej gotowe. Brytyjską strategią było natomiast przygotowanie się do długotrwałej wojny (według przewidywań Chamberlaine’a – trzyletniej), z wykorzystaniem blokady morskiej i zbudowania przewagi w powietrzu. Obawy te podsycały naciski premiera Francji, Édouarda Daladiera, który wobec niespodziewanie szybkich postępów wojsk niemieckich na froncie wschodnim starał się skłonić brytyjskiego alianta do poważniejszych działań na rzecz polskiego sprzymierzeńca – mając na myśli głównie dostawy sprzętu wojskowego, ale też i ewentualne działania lotnicze. Te ostatnie lotnictwo francuskie prowadziło już od 4 września – ograniczając się jednak do lotów rozpoznawczych oraz akcji lotnictwa myśliwskiego, bez angażowania stosunkowo słabych i przestarzałych sił bombowych. Uzgodnione w majowych rozmowach ze stroną polską przerzucenie do Polski pięciu francuskich dywizjonów nie doszło ostatecznie do skutku – formalnie ze względu na utratę przez Polaków rejonów przewidzianych lądowisk. 

## Przebieg konferencji

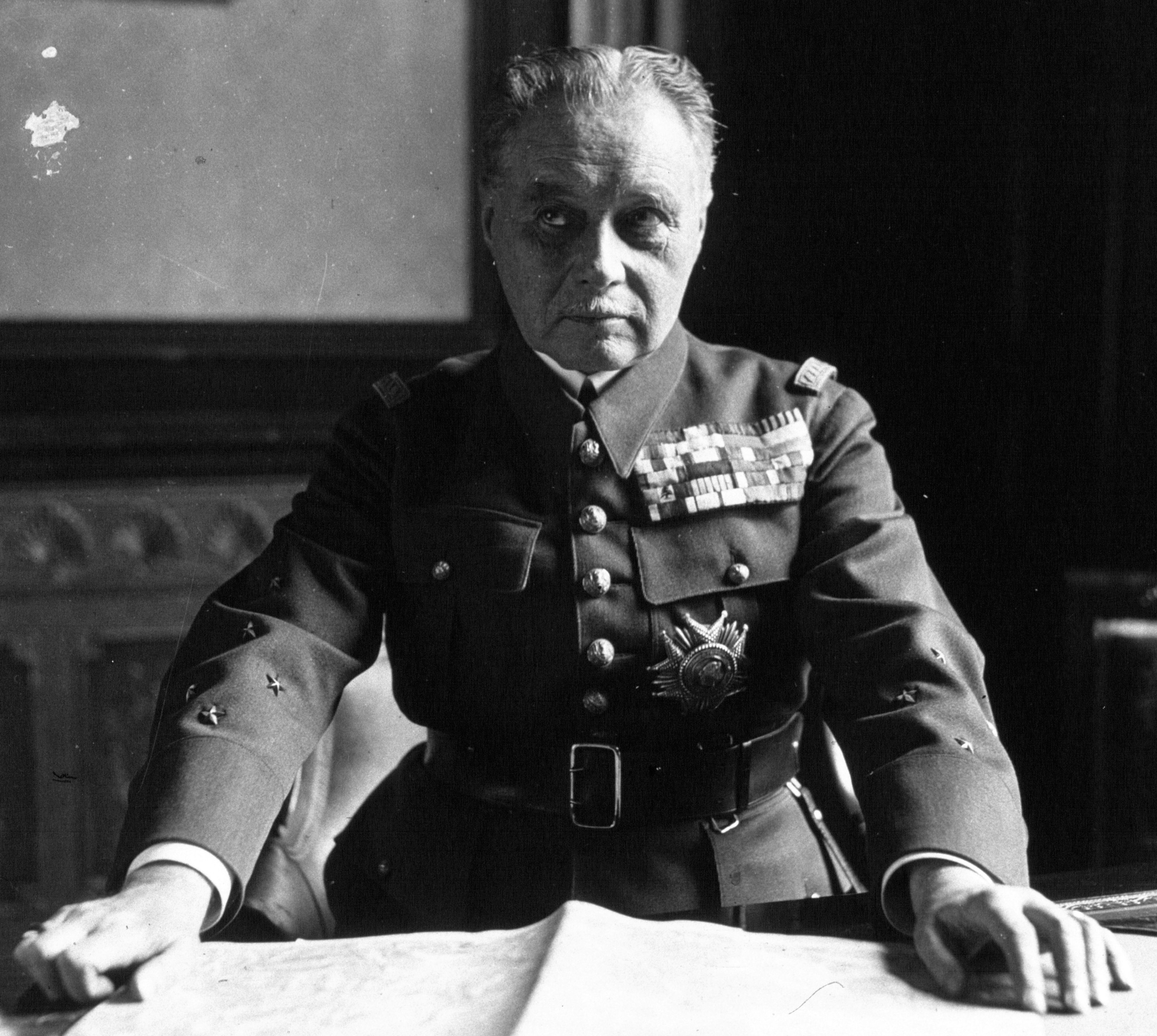
Gen. Maurice Gamelin, głównodowodzący armii francuskiej

Na potrzebę zwołania spotkania Najwyższej Rady Wojennej brytyjski Gabinet Wojenny zwrócił uwagę stronie francuskiej już 4 września. Miała ona ustalić aliancką politykę prowadzenia wojny na najbliższe miesiące. Potrzebę zwołania spotkania rady alianckiej widziała też Francja, z tym że początkowo brano pod uwagę spotkanie możliwie szerokie, z udziałem także przedstawicieli Polski. Ostatecznie z inicjatywy brytyjskiej doszło tylko do spotkania brytyjsko–francuskiego. Dążąc do wyjaśnienia sytuacji, zaniepokojony sygnałami o podjęciu zbyt ambitnych działań przez Francuzów, szef brytyjskiego Gabinetu Wojennego premier Neville Chamberlain zaproponował Francuzom 11 września odbycie pierwszego posiedzenia rady następnego dnia, proponując położone w północnej Francji Amiens lub Abbeville. Spotkanie zwołano w efekcie z dnia na dzień, nie uzgadniając uprzednio nawet porządku dziennego. Nie zaproszono przedstawicieli Polski (zdaniem dra Wojciecha Mazura, bardziej zapewne ze względu na pośpiech i konieczność zachowania tajemnicy, niż z głębszym zamysłem).
Obrady rozpoczęły się krótko przed południem 12 września 1939 roku. Głównymi ich uczestnikami byli Daladier, Chamberlain, brytyjski minister ds. koordynacji obrony lord Chatfield oraz referujący zagadnienia wojskowe Gamelin. Chamberlain, chcąc uniemożliwić dyskusję o ewentualnej ofensywie, nie zabrał ze sobą do Francji własnych sztabowców. Sprawy polskie stały się jedną z głównych przyczyn spotkania, podjęto je więc na samym jego początku. Daladier potwierdził obawy Brytyjczyków, wypowiadając opinię, że podjęta na froncie zachodnim ofensywa rozwija się pomyślnie i może się z czasem przekształcić w działania na większą skalę. Stwierdzenie to zostało jednak zignorowane przez Chamberlaina, który w odpowiedzi pochwalił dotychczasową powściągliwość Francuzów, gdyż, jak stwierdził, czas pracuje na korzyść aliantów – stąd ich przedwczesne działania byłyby błędem. Daladier, zdając sobie sprawę z uzależnienia Francuzów od brytyjskiej pomocy, natychmiast wycofał się z „ofensywnych” zamysłów. Następnie obaj premierzy z aprobatą przyjęli  wypowiedź Gamelina, który stwierdził, że nie ma zamiaru rzucać swych sił przeciw głównej linii niemieckiej obrony – i wydał już w tym celu odpowiednie rozkazy
Stwierdzenie Gamelina oznaczało faktyczne wstrzymanie prowadzonej zaledwie od trzech dni „ofensywy dla Polski”. Gamelin od początku uznawał ją za rodzaj zbrojnej demonstracji lub „próby”, niezbędnej głównie z powodów politycznych, dla odwrócenia uwagi Niemiec. Decyzję, by podjętej 9 września akcji nie kontynuować, podjął pod wrażeniem błyskawicznych postępów wojsk Rzeszy na froncie polskim, przeświadczony że zaangażowane tam siły niebawem przerzucone zostaną na zachód – i rozpoczną działania przeciw Francji. Zapytany przez lorda Chatfielda czy skoryguje swe plany, gdyby opór Polaków okazał się dłuższy od przewidywań, odpowiedział przecząco – dodając, że sytuacja taka da tylko aliantom więcej czasu na przygotowania do odparcia niemieckiego ataku. Próby podkreślania przez Daladiera znaczenia akcji na rzecz podtrzymania polskiego frontu, choćby tylko przez dostawy materiałowe, niewiele mogły zmienić wobec jednoznacznej opinii brytyjskiego premiera, że „jedyna realna pomoc dla Polski polega na wygraniu wojny” przez aliantów. Nie oznaczało to jednak rezygnacji z kierowania do Polski transportów sprzętu wojennego, z których większość wysłana została już po 12 września 1939 roku.
W toku dyskusji uznano też, że ze względu na wrażliwość brytyjskiego przemysłu na ataki lotnicze do czasu wzmocnienia jego obrony i zgromadzenia rezerw materiałowych, należy wstrzymać się od bardziej intensywnych działań lotniczych przeciw Rzeszy. Chciano też uniknąć ryzyka ofiar cywilnych przy bombardowaniu Niemiec.
Następnie uczestnicy spotkania omawiali poczynania, które mogłaby podjąć Rzesza po zakończeniu operacji na froncie wschodnim, zagrożenia ze strony Włoch i możliwości wykorzystania tych ostatnich na korzyść aliantów, przewidywany rozwój sytuacji na Bałkanach oraz perspektywy uruchomienia tam kolejnego frontu, postawę Hiszpanii, a także akcję na morzach, w tym ewentualnie także i Bałtyku. Obrady nie trwały jednak długo – ich oficjalna część zakończona została już o godzinie 13.30.
We francuskiej prowizorycznej wersji protokołu wyniki konferencji skonkludowano w czterech punktach: za główny cel wspólnej walki uznano obalenie władzy Hitlera, na froncie zachodnim przyjęto zasadę działania bez pośpiechu oraz oszczędzania sił na lądzie i w powietrzu, stwierdzono że dla Polski niewiele można zrobić, a losy wojny rozstrzygną się na froncie zachodnim, oraz zadeklarowano wolę podtrzymywania włoskiej neutralności oraz wspierania oporu przeciw Niemcom na obszarach peryferyjnych, w szczególności na Bałkanach. Ustalenia te nie znalazły się ostatecznie w protokole oficjalnym. W komunikacie prasowym opracowanym przez stronę brytyjską podkreślono natomiast determinację obu zjednoczonych w walce mocarstw oraz ich wolę „udzielenia wszelkiej możliwej pomocy” Polsce. Ogłoszenie bezpośrednio po konferencji komunikatu prasowego wskazywało na brak utajnienia faktu jej odbycia.

## Znaczenie konferencji
Zdaniem dra Wojciecha Mazura, znaczenie konferencji w Abbeville dla rozwoju wydarzeń w początkowej fazie II wojny światowej bywa często przeceniane. Według niego podczas spotkania w Abbeville nie doszło do żadnej istotnej rewizji dotychczasowej polityki względem polskiego sprzymierzeńca, który utracił strategiczną rolę trzonu przyszłego wschodniego frontu na skutek zawarcia paktu niemiecko-radzieckiego. Przed wojną zakładano we Francji i Wielkiej Brytanii, że przygotowanie ataku na Linię Zygfryda wymaga czasu, a polski opór mieć będzie znaczenie dla przebiegu wojny tylko w przypadku, gdy Polska stanie się częścią trwałego i mocnego frontu wschodniego, z udziałem Rumunii i wcześniej Czechosłowacji, i przy co najmniej życzliwej neutralności ZSRR – co ostatecznie utraciło aktualność po 23 sierpnia 1939 roku. Szef Dyrektoriatu Planowania brytyjskiego Air Ministry, płk John Slessor ocenił już wówczas, że wydaje się jasne, że alianci nie mogą mieć nadziei na uratowanie Polski i ich celem stać się musi przywrócenie niepodległości Polski przez pokonanie Niemiec w długiej perspektywie. Najwyższa Rada Wojenna nie miała kompetencji decyzyjnych, pozostając, przynajmniej nominalnie, forum o charakterze konsultacyjnym – choć na bardzo wysokim szczeblu. Stanowiła ona forum wymiany poglądów, a kwestie uzgodnione w trakcie jej obrad moc obowiązującą zyskiwały dopiero po zaaprobowaniu przez rządy. Uzgodnienia z Abbeville bardzo szybko zostały zanegowane przez francuskich uczestników spotkania. Gamelin, wydawszy rozkazy wstrzymania „ofensywy dla Polski”, trzy dni później, po protestach m.im gen,Georges w kolejnej instrukcji skorygował swoje stanowisko, dopuszczajac do zbliżenia się wojsk francuskich do przedpola linii Zygfryda i pojęcie próby ostrzału jej umocnień - o natarciu na linię Zygfryda nie było już mowy. Dwa tygodnie po zakończeniu konferencji wnioskował wręcz, by tekst podsumowujących obrady „Konkluzji” uzupełnić o istotny fragment: „…operacje na dużą skalę nie będą podjęte przez armie Aliantów na froncie zachodnim w początkowej fazie konfliktu; z wyjątkiem tych, które uznane zostały za podstawowe dla pomocy dla Polski”. Postulat ten został przez stronę brytyjską zaaprobowany.
O postawie brytyjskich rozmówców gorzko wypowiadał się Daladier, krytykując m.in. brak podjęcia bombardowań Niemiec przez RAF w odpowiedzi na bombardowania Polski. Zdaniem Mazura, Daladier, mając opozycję ze strony brytyjskiego premiera i własnego głównodowodzącego, podjął jedynie słabe próby przeforsowania czynnych działań na rzecz Polski, po czym nie miał już możliwości korekty swojego stanowiska. Historyk ten ocenił, że Daladier jako jedyny z obecnych był zdolny do zademonstrowania dobrej woli wobec polskiego sprzymierzeńca, ale „nieśmiałe gesty” wykonywane przez niego stanowiły tylko skromną próbę, która musiała pozostać w zaistniałej atmosferze jałowa – przy czym w praktyce Daladier też preferował raczej kontynuację wspierania Polski moralnie i materiałowo w celu zyskania na czasie. Leszek Moczulski oceniał postawę premierów alianckich jako „kryzys przywództwa”, co znalazło aprobatę Mazura.
W Londynie rezultaty obrad z Abbeville przez kilka następnych dni pozostawały znane głównie  uczestnikom spotkania, wobec czego nie wywierały poważniejszego wpływu na bieg wydarzeń. Członkowie Gabinetu Wojennego protokół konferencji otrzymali dopiero 20 września 1939 roku, w radykalnie zmienionej już sytuacji strategicznej.
Przedstawiciele polskich władz nie zostali zaproszeni na konferencję, ani też oficjalnie powiadomieni o jej ustaleniach. Zajęte przez sojuszników stanowisko jednak było Polsce znane. 15 września szef polskiej misji wojskowej w Londynie gen. Mieczysław Norwid-Neugebauer poinformował na podstawie rozmów, w depeszy szyfrowej, że „Anglicy zdecydowani są prowadzić wojnę do całkowitego zgnębienia Hitlera”, ale „obecnie zostaliśmy skazani na samych siebie i liczyć możemy jedynie na pomoc materiałową”.
Według Wojciecha Mazura, brak jest podstaw do twierdzenia, że Józef Stalin wstrzymywał się z decyzją o agresji na Polskę do konferencji w Abbeville i podjął ją dopiero po otrzymaniu informacji o wynikach tego spotkania, gdyż w Abbeville wyrażono chęć pomocy i podtrzymywania frontu polskiego, a deklaracja o braku operacji ofensywnych w wielkiej skali została już uzgodniona na spotkaniu Gamelina i dowódców brytyjskich 4 września. Podjęta o świcie 17 września 1939 roku agresja Związku Sowieckiego ostatecznie przekreśliła szanse polskiego oporu w ocenie aliantów zachodnich. Ewentualne działania na froncie zachodnim ulgę przynieść im mogłyby dopiero w perspektywie miesięcy – z czego zdawali sobie sprawę polscy sztabowcy. W dodatku do działań ofensywnych na większą skalę zachodni alianci nie byli jeszcze gotowi.

## Ocena
W polskiej historiografii dominuje ocena, że decyzje podjęta 12 września 1939 były złamaniem zobowiązań wynikających z umów sojuszniczych. Za jedną z istotnych przyczyn szybkiej klęski uznano brak należytej pomocy z Zachodu – zdaniem W. Mazura, z reguły nie odnosząc się przy tym do realiów, lub traktując je wybiórczo. Jednym z efektów takiej postawy stał się mit „zdrady Abbeville” – współtworzony także przez niektórych historyków, przede wszystkim polskich. Zdaniem m.in. Leszka Moczulskiego była to klasyczna felonia – zdrada sojusznika na polu bitwy. Zdaniem jednak Wojciecha Mazura, autorzy polscy zazwyczaj poprzestawali na dość schematycznych krytycznych ocenach konferencji, rzadko podejmując poważniejsze próby źródłowego ich uzasadniania. Z drugiej strony np. Romuald Szeremietiew ocenia, że przez sam fakt przystąpienia Wielkiej Brytanii i Francji do wojny przeciw Niemcom, Polska osiągnęła swój cel strategiczny.

Generał Louis Faury, który został mianowany szefem francuskiej misji wojskowej w Polsce i przybył do Polski w końcu sierpnia 1939, opisał później swą rozmowę z generałami Gamelinem i Georges’em, która odbyła się 22 sierpnia 1939, a więc jeszcze przed zawarciem paktu Ribbentrop-Mołotow. 

Poruszam następnie kwestię, która nie dawała mi spokoju… Jeśli Polska stanie się przedmiotem agresji, to jedynie ofensywa wojsk francuskich będzie w stanie zmusić Niemców do zelżenia ich duszącego uścisku. W jakim terminie rozpocznie się ta ofensywa? Milczenie. Następnie gen. Georges daje do zrozumienia, że armia francuska nie jest zdolna do podjęcia ofensywy i że nie ma możliwości określenia terminu, w którym będzie ona gotowa do działania na wielką skalę. Do tego czasu mogą wchodzić w rachubę jedynie defensywne lub ograniczone działania zaczepne. Gdy nie mogę ukryć mego rozczarowania, gen. Gamelin dorzuca po prostu tych kilka słów: „Trzeba aby Polska trwała”.

Szef Sztabu Naczelnego Wodza gen. Wacław Stachiewicz wspominał: „W dn. 16 września szef francuskiej misji, gen. Faury oświadczył mi, że wysłał do swych władz raport, w którym stwierdził, że sytuacja na froncie naszym ulega poprawie i że o ile będziemy mieli kilka dni czasu na przeprowadzenie wydanych zarządzeń to potrafimy się utrzymać w Małopolsce wschodniej i skupić tam znaczniejsze siły, co stworzy nam nowe możliwości działania. Równocześnie jednak podał mi do wiadomości, że otrzymał zawiadomienie, iż rozpoczęcie ofensywy na zachodzie ulegnie kilkudniowej zwłoce (na 20 dzień mobilizacji tj. 21 września), gdyż przygotowania nie zostały jeszcze zakończone”.
W ocenie Pawła Wieczorkiewicza, decyzja z Abbeville była złamaniem zobowiązań wynikających z umów sojuszniczych – polsko-francuskiej umowy wojskowej (zobowiązującej sojusznika do rozpoczęcia ofensywy piętnastego dnia od ogłoszenia mobilizacji powszechnej). Przywódcy Francji i Wielkiej Brytanii znali treść tajnego protokołu do paktu Ribbentrop-Mołotow, jednak w obawie przed przedwczesną kapitulacją Polski nie ujawnili ich władzom Rzeczypospolitej.
Późniejszy marszałek Francji Alphonse Juin określił decyzję z Abbeville jako haniebną i błędną ze strategicznego punktu widzenia: ryzyko militarne ewentualnej ofensywy alianckiej było znikome (według Pawła Wieczorkiewicza, przeciw 74 dywizjom francuskim stało 44 niemieckich – w większości drugiego rzutu, przy czym alianci mieli czterokrotną przewagę w artylerii, osiemdziesięciokrotną w czołgach oraz panowali w powietrzu), a niemiecka Linia Zygfryda była nieukończona. Analizy historyków wojskowości jednak wskazują, że wobec francuskiej doktryny wojny materiałowej, warunków geograficznych na froncie zachodnim sprzyjających broniącym się Niemcom, jakakolwiek szybka i skuteczna ofensywa w 1939 roku nie była możliwa, a 44 niemieckie dywizje, silne i nowoczesne lotnictwo, Linia Zygfryda oraz duża przeszkoda wodna w postaci Renu to było aż nadto, by powstrzymać siły francuskie do czasu ściągnięcia sił zaangażowanych w Polsce. Francuskie czołgi, lotnictwo bombowe i artyleria w większości były przestarzałe, podobnie jak doktryna wojskowa. Po inwazji radzieckiej 17 września ewentualna ofensywa byłaby już zaś całkiem pozbawiona celowości.

## Późniejsze konferencje Najwyższej Rady Wojennej
22 września 1939 w brytyjskim Hove miała miejsce druga konferencja, w której również podjęto decyzję o rozładowaniu wojsk alianckich w rejonie Grecji i Turcji, lecz działania te ostatecznie nie zostały podjęte. Następne konferencje miały miejsce 17 listopada i 19 grudnia 1939 w Paryżu. W ich trakcie był brany pod uwagę brytyjski pomysł bombardowania zagłębia Ruhry, któremu jednak sprzeciwili się Francuzi, gdyż bali się odwetu Luftwaffe. Następna konferencja odbyła się 5 lutego 1940 w Paryżu, w jej trakcie Francuzi zaproponowali rozlokowanie wojsk w Petsamo w celu pomocy walczącej z ZSRR Finlandii, pomysłowi sprzeciwili się Brytyjczycy. Podjęto decyzję o rozlokowaniu wojsk w Narwiku, lecz z uwagi na pokój Finlandii i ZSRR działania nie zostały podjęte. Podczas konferencji w Londynie 28 marca 1940 Brytyjczycy sprzeciwili się francuskiemu pomysłowi bombardowania radzieckich pól naftowych na Kaukazie w celu osłabienia niemieckich i sowieckich wojsk, lecz podjęta została decyzja o operacji Royal Marine, której celem było zaminowanie Renu. Operacja ta też była celem konferencji z 5 kwietnia, lecz wskutek ataku Niemiec na Norwegię 9 kwietnia 1940 działania nie zostały podjęte. 22 i 23 kwietnia 1940 w Paryżu podjęto decyzję o rozlokowaniu wojsk w Norwegii. Po ataku Niemiec na Francję miały miejsce następujące konferencje: 15 maja 1940 w Paryżu, 11 czerwca 1940 w Briare i 15 czerwca 1940 w Tours.